# Гурцкая, Тарасий Гвадиевич
Тарасий Гвадиевич Гурцкая (1895 год, село Шешелета, Сухумский округ, Кутаисская губерния, Российская империя — неизвестно, село Шешелета, Гальский район, Абхазская АССР, Грузинская ССР) — звеньевой колхоза имени Берия Гальского района, Абхазская АССР, Грузинская ССР. Герой Социалистического Труда (1948).

## Биография
Родился в 1895 году в крестьянской семье в селе Шешелета Сухумского округа.
С раннего возраста трудился в сельском хозяйстве. Во время коллективизации вступил в местный колхоз «Глехис-Хма» сельсовета Репо-Шешелета Гальского района (позднее — имени Берия, с 1953 года — колхоз «Шешелети»). Трудился рядовым колхозником, в послевоенное время — звеньевым полеводческого звена.
В 1947 году звено под его руководством собрало в среднем с каждого гектара по 77,7 центнера кукурузы на участке площадью 3 гектара. Указом Президиума Верховного Совета СССР от 21 февраля 1949 года удостоен звания Героя Социалистического Труда за «получение в 1947 году высокого урожая сортового зелёного чайного листа и табака» с вручением ордена Ленина и золотой медали «Серп и Молот» (№ 668).
Этим же указом званием Героя Социалистического Труда были удостоены председатель колхоза Кондратий Джотоевич Узарашвили, бригадиры Терентий Пачавалаевич Абухбая, Элизбар Павлович Джолия, Фёдор Батломович Квиртия, звеньевые Михаил Несторович Аркания, Эраст Джаруевич Джолия, Гуджа Павлович Тунгия, Ирадион Павлович Хурцилава и Шота Иванович Хурцилава.
После выхода на пенсию проживал в родном селе Шешелета Гальского района. Дата смерти не установлена.